# Mercedes-Benz O 520

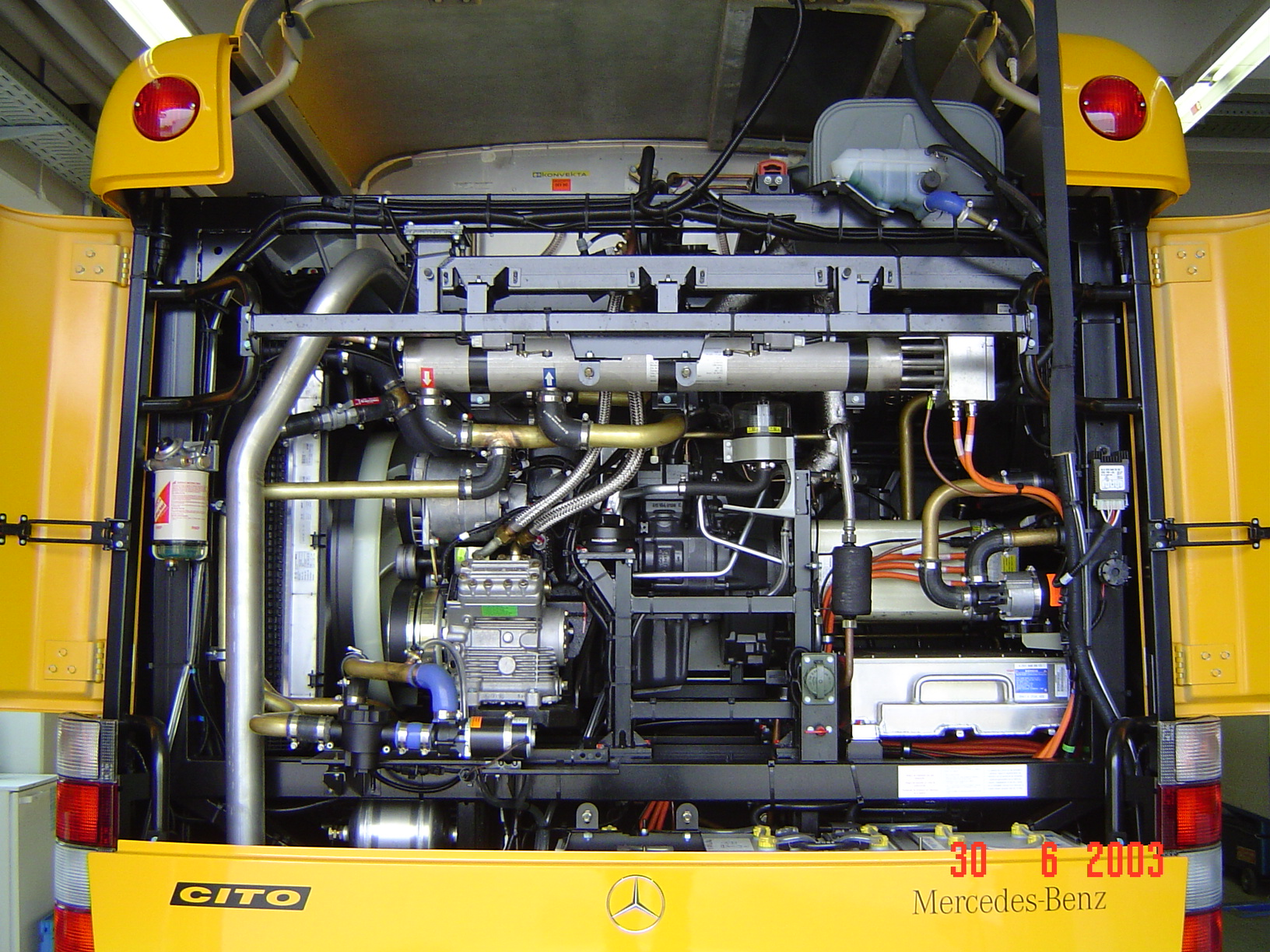
Моторний відсік автобуса

Mercedes-Benz O520 Cito - низькопідлоговий міді-автобус (модельний ряд BM666) з пневматичною підвіскою, який випускався в період з 1999 по 2003 роки спільно з «EvoBus GmbH».
При розробці автобусу враховували подальшу легку можливість переходу на застосування паливних елементів, саме тому він був оснащений незвичайним для автобусів дизель-електричним приводом з генератором тривалою потужністю 85 кВт при 2500 об/хв, струмом на 170 А та номінальною напругою батареї 650 В. Для того, щоб мати необхідну маневреність на невеликих вулицях, він був побудований значно вужчим, ніж звичайні міські автобуси, з шириною 2,35 м. Крім того, задній звис був практично відсутній через велике навантаження. Основним силовим агрегатом виступає дизельний двигун «OM 904 LA» до 2001 року потужністю 170 к.с. з нормами викидів Євро-2 та з 2001 року на 177 к.с. екологічного стандарту Євро-3, розташований поперечно в задній частини і який обертає тяговий генератор. Далі інвертор перетворює напругу, яка за допомогою електронного управління поступає на тяговий електродвигун (85 кВт/ 142 А/ 6000 об/хв), з'єднаний через редуктор з головною парою диференціалу заднього мосту. Електрична частина приводу виконана фірмою «Siemens», передній міст та основна технічна начинка - виробництва «Mercedes-Benz», задній міст - «Meritor», дискові гальма всіх коліс типу «SB7» від «Knorr-Bremse». Обігрів салону здійснюється за допомогою додаткового опалювача фірми «Webasto», вмонтованого в штатну систему охолодження дизельного двигуна, генератори власних потреб та компресор кондиціонера також з ремінним приводом від основного двигуна. Радіатор охолодження дизеля розташований в лівій боковій частині автобуса. Тягове електричне обладнання має свій рідинний контур охолодження зі своїм насосом та окремим радіатором з вентилятором. Розмір коліс, одинарних на обох осях, - 22,5 дюйми.
«Mercedes-Benz O 520 Cito» був доступний в наступних трьох різних довжинах:
- 8,1 м на 12 місць
- 8,9 м на 16 місць
- 9,6 м на 20 місць

## Двигуни
| Торгове позначення (використовується в моделі)           | Об'єм см³                                                | Діаметр × хід поршня мм                                  | Код двигуна Mercedes-Benz                                | Потужність кВт (к.с.) при об/хв норми викидів            | Роки випуску                                             | Система живлення                                         |
| рядні 4-х циліндрові дизельні двигуни (турбо інтеркулер) | рядні 4-х циліндрові дизельні двигуни (турбо інтеркулер) | рядні 4-х циліндрові дизельні двигуни (турбо інтеркулер) | рядні 4-х циліндрові дизельні двигуни (турбо інтеркулер) | рядні 4-х циліндрові дизельні двигуни (турбо інтеркулер) | рядні 4-х циліндрові дизельні двигуни (турбо інтеркулер) | рядні 4-х циліндрові дизельні двигуни (турбо інтеркулер) |
| -------------------------------------------------------- | -------------------------------------------------------- | -------------------------------------------------------- | -------------------------------------------------------- | -------------------------------------------------------- | -------------------------------------------------------- | -------------------------------------------------------- |
| O 520 Cito                                               | 4249                                                     | ø102 × 130                                               | OM 904 LA (907.941)                                      | 125 (170) 2300 Євро-2                                    | 1999 - 2001                                              | насосна секція - трубка - форсунка (UPS/PLD)             |
| O 520 Cito                                               | 4249                                                     | ø102 × 130                                               | OM 904 LA (904.942)                                      | 130 (177) 2200 Євро-3                                    | 2001 - 2003                                              | насосна секція - трубка - форсунка (UPS/PLD)             |

Виробництво моделі «O 520 Cito» було зупинено в 2003 році. Високі зусилля з технічного обслуговування в цій галузі піддавалися критиці, незважаючи на теоретичні переваги. Подальшого розвитку «EvoBus» в напрямку гібридного приводу на ринку не сталося, хоча це було легко можливо з «Cito» при  модернізації управління та енергозбереження.
Сегмент мікроавтобусів до 20 місць в гамі від «Mercedes-Benz» зайняли автобуси на базі «Sprinter». Введений в 2006 міді-автобус «Citaro K» поставляється з довжиною 10,5 м, стандартною шириною 2,55 м і 27-ма місцями можна лише умовно визначити, як послідовника «Cito».